# 満漢全席
満漢全席（まんかんぜんせき、中国語：繁体字: 滿漢全席、簡体字: 满汉全席、拼音: Mǎn-Hàn quánxí、マンハンチュエンシー）は、中華料理の最高級の豪華な宴会料理の一種。清朝宮廷料理と混同されていることが多いが、直接の関係は無い。もともと、19世紀以降に民間で発展した宴会料理である。「満漢」は満州族と漢族に由来する。

## 歴史
揚州の富商たちが乾隆帝南巡の一行を接待した宴席について、1796年刊行の揚州画舫録は、「満漢席」と記録し、献立を記録している。
1800年ごろの日本で著された「唐山款客之式」で、清朝の高級官吏や長官の宴席を「満漢席」と記録している。　
　辛亥革命以降、類似の宴会に対して「大漢全席」「大漢全筵」という名称も使われた。
　1956年,1925年創業で豪華な宴席を得意としていた香港の大同酒家で、美食家21人によって２日間の宴会が行われ、宣伝された。
　1976年10月、日本のTBSテレビ主催で香港国賓大酒楼で芸能界の知名人10人で、豪華な宴会が行われ、番組「料理王国」で放映された。これで香港に満漢全席を食べに行くフード・ツーリズムが盛んになり、日本で「満漢全席」の名称が広まった。ショー的な香港の満漢全席は1980年代に衰え、1989年以降ほとんど行われなくなった。一方、中華人民共和国では政府主導で、北京の倣膳飯荘を中心に「満漢全席」が作り上げられ、21世紀には豪華な宴席として行われている。
　2002年にNHKがBSまるごと大全集「中国四千年の奥義 完全復元満漢全席」で「揚州画舫録」に記載されていた66品と「孔府档案」に記載されていた28品を杭州商学院・趙栄光教授の監修のもとで復元していた。
2006年4月、サントリーフーズはペットボトル入りの烏龍茶に海洋堂製作の満漢全席をモチーフにしたフィギュア全13種類を付けて販売するキャンペーンを行った。

## 四八珍
満漢全席には山・陸・海などから珍味を8品ずつ集めて「四八珍」と定義したものがあることもある。
海八珍
- 燕窩
- 魚翅
- 烏参（黒ナマコを乾燥させた物）
- 広肚（魚の浮袋）
- 龍骨（チョウザメの軟骨）
- 鮑魚
- 海豹
- 狗魚

禽八珍
- 鵪鶉
- 斑鳩
- 天鵝
- 鷓鴣
- 飛龍
- 彩雀（クジャクまたはフジイロムシクイ）
- 紅燕
- 紅頭鷹

草八珍
- 猴頭菌
- 羊肚菌
- 竹笙
- 花菇
- 銀耳
- 黄花菜
- 驢窩菌
- 雲香信

山八珍
- 駝峰（ラクダのコブ）
- 熊掌
- 猴頭
- 猩唇（シフゾウの頬）
- 豹胎（ヒョウの胎盤）
- 犀尾（サイの陰茎）
- 鹿筋（シカのアキレス腱）
- 象抜（ゾウの鼻）